# Hanex
GTX Hanex Plastic Sp. z o.o. – polskie przedsiębiorstwo z branży chemicznej z siedzibą w Dąbrowie Górniczej (woj. śląskie) specjalizujące się w produkcji folii termoformowalnych, preform i butelek PET.
Spółka zatrudnia ok. 270 osób (2020).

## Opis
Firma Hanex została założona w 1992 r. w Poznaniu. Jako pierwsza w Polsce rozpoczęła w 1998 r. produkcje folii sztywnych PET. Od 2000 r. skupiono się wyłącznie na produkcji opakowań PET.
W latach 2004/2005 scentralizowano produkcję w jednej fabryce w Dąbrowie Górniczej. Od 2016 r. spółka jest częścią Grupy Lerg.

## Historia
1992 - W Poznaniu powstaje GTX Hanex Plastic Sp. z o.o.
1994 - W oddziale w Sokółce wprowadzone zostają linie produkujące butelki w systemie jednofazowym, czyli bezpośrednio z granulatu. Niespełna dwa lata później Hanex rozpoczyna produkcję preform, tj. półfabrykatu do produkcji butelek.
1999 - Rozszerzenie działalności o produkcję poliestrowej folii termoformowalnej.
2000 - Rozpoczęcie działalności na nowych rynkach zbytu oraz poszerzenie oferty produktowej. Zastrzeżone zostają wzory opakowań wytwarzanych przez Hanex. Jednocześnie jedynym surowcem, z którego produkowane są opakowania zostaje politereftalan etylenu (PET).
2005 - Konsolidacja produkcji w jednym zakładzie w Dąbrowie Górniczej.
2008 – Pozyskanie dotacji w kategorii „Innowacyjna Gospodarka”. Hanex otrzymuje Certyfikat EN ISO 22000:2005. Rok później firma inwestuje w kolejna, czwarta linie produkcyjna, zwiększając produkcje folii PET.
2011 - Otrzymanie Certyfikatu BRC/IOP Global Standard for Packaging and Packaging Materials.
2015 - Wdrożenie programu HMW (Hanex Management Way), którego podstawą jest baza najlepszych rozwiązań w obszarze operacji wewnętrznych firmy, ciągłe ich doskonalenie i optymalizacja.
2016 - Nabycie przez spółkę Marpol 100% udziałów firmy GTX Hanex Plastic  Sp. z o.o. Tym samym Hanex stał się częścią Grupy Lerg.

## Produkty
- butelki PET
- preformy
- folie